# آبا خل، فاتا
آبا خل، فاتا (به انگلیسی: Aba Khel, FATA) در پاکستان است که در مناطق قبیله‌ای فدرال واقع شده‌است.